# Chiesa di San Nicola (Riva di Solto)
La chiesa di San Nicola è il principale luogo di culto cattolico di Riva di Solto in provincia e diocesi di Bergamo. Fa parte del vicariato di Solto-Sovere.

## Storia
La tradizione orale vorrebbe la chiesa presente sul territorio di Riva di Solto già dal 1055. Sicuramente un nuovo edificio fu edificato nel XVI secolo e visitato da san Carlo Borromeo il 21 settembre 1575 durante la visita diocesana dell'autunno dell'arcivescovo sul territorio di Bergamo e indicata come  San Nicolao di Riva nella pieve di Solto inserita nella pieve di Solto. Gli atti indicano la presenza di cinque altari retti dalle scuole del Santissimo Sacramento e vi era il pio consorzio della Misericordia di Bergamo, e l'oratorio affiliato di San Rocco. 
Nel 1568 furono istituiti i vicariati foranei voluti dal vescovo Federico Corner nel II sinodo diocesano in ottemperanza al primo sinodo provinciale del 1565 approvato nel 1574 nel III sinodo, e la chiesa di San Nicola risulta inserita nel vicariato di Solto. Nel 1666 fu inserita nell'elenco redatto dal cancelliere della diocesi Giovanni Giacomo Marenzi, e indicata sotto l'invocazione di San Nicola di Bari vescovo. I tre altari erano retti dalle scuole del Santissimo Sacramento, del Santo Rosario e dei disciplini, e vi era il pio consorzio della Misericordia. Il clero era retto da un curato titolato coadiuvato da un chierico che gestivano anche gli oratori di San Rocco e San Carlo Borromeo.
L'edificio fu affrescato nel 1630, mentre la facciata fu realizzata un secolo successivo su progetto dell'architetto Bernardo Fedrighini. Nel 1880 l'aula fu ampliata con l'aggiunta di due navate laterali, e dei nuovi decori.
Nel 1780 il vescovo Giovanni Paolo Dolfin visitò la chiesa, dalla relazione risulta che l'altare maggiore era gestito dalla scuola del Santissimo Sacramento, la scuola del Santissimo Rosario che gestiva l'altare della Madonna del Santissimo Rosario e dei disciplini. Vi era la compagnia della Buona morte e il pio consorzio della Misericordia, e la chiesa era retta da un parroco coadiuvato da quattro sacerdoti.
Nel Novecento fu oggetto di lavori di restauro e mantenimento con la nuova pavimentazione, i nuovi decori a opera di Umberto Marigliani, gli impianti e la posa del nuovo altare rivolto verso i fedeli in legno scolpito ad intaglio e intarsio, rispondente all'adeguamento liturgico delle chiese.
Con decreto del 27 maggio 1979 del vescovo Giulio Oggioni la chiesa fu inserita nel vicariato foraneo di Solto-Sovere.

## Descrizione

### Esterno
L'edificio di culto è posto sul lato est della località ed è anticipato sul lato ovest dal sagrato. Il fronte principale in tardo barocco, diviso su due ordini, e tripartito da lesene e controlesene, complete di un unico basamento e coronate da capitelli ionici che reggono la trabeazione e la cornice dove prosegue nell'ordine superiore che completato del timpano sermicircolare. La parte termina con la croce ferrea posta cenltralmente e due fiaccole in cemento laterali. 
L'ingresso principale posto centralmente nell'ordine inferiore è completo di paraste e architrave in arenaria e da timpano semicurvo spezzato. Lateralmente in due nicchie vi sono le statue di san Nicola vescovo, e di san Giuseppe opere del 1981 di Mario Toffetti. Le sezioni laterali terminano con due parti curve che si collegano con le pareti d'ambito. L'ordine superiore ha una grande apertura completa di balaustra e con contorno in muratura che regge il timpano semicurvo atta a illuminare l'aula. Due grandi modiglioni laterali fanno da raccordo tra le due sezioni laterali.

### Interno
L'interno a tre navate di cui quella centrale di misura maggiore e divise da colonne o semicolonne in quattro campate complete di capitelli corinzi con decori in oro. Finestre semicircolari sono poste nella navata centrale. La volta presenta gli affreschi ridipinti da Umberto Marigliani che raffigurano Storie di san Nicola di Bari vescovo a cui la chiesa è intitolata. Le decorazioni della navata sinistra sono opera del pittore Giuliano Volpi del 1898, mentre quelli della navata destra del 1934 di Giuseppe Grimani. La zona presbiteriale anticipata dall'arco trionfale dove sono posti i due pulpiti lignei barocchi, e sopraelevata da tre gradini termina con abside diritta dove è posto il coro composto da undici stalli in noce.